# 율리우스 페테르센
율리우스 페테르 크리스티안 페테르센(덴마크어: Julius Peter Christian Petersen IPA: [ˈjuːlius ˈpʰeːˀtɐ ˈkʰʁæstjan ˈpʰeːˀtɐsən], 1839~1910)은 덴마크의 수학자이다. 다방면에 관심을 가졌으나, 특히 그래프 이론에 공헌하였다.

## 생애

### 유년
1869년 6월 16일에 덴마크 소뢰에서 5남매 가운데 둘째로 태어났다. 아버지 옌스 페테르센(덴마크어: Jens Petersen, 1803~1873)은 염색업자였으며, 어머니는 아나 카테리네 비우프(덴마크어: Anna Catherine Wiuff, 1813~1896)였으며, 그 밖에 누나 닐시네 카테리네 마리 페테르센(덴마크어: Nielsine Catherine Marie Petersen, 1837~?)과 남동생 한스 크리스티안 루돌프 페테르센(덴마크어: Hans Christian Rudolf Petersen, 1844~1868) · 카를 소푸스 발데마르 페테르센(덴마크어: Carl Sophus Valdemar Petersen, 1846~1935)과 여동생 소피 카롤리네 페테르센(덴마크어: Sophie Caroline Petersen, 1842~?)이 있다.
1849년에 소뢰의 유명 사립 기숙 학교에 입학하였으나, 돈이 부족하여 1854년에 학교를 그만두었다. 이후 페테르센은 삼촌의 가게에서 견습생으로 일했다. 페테르센의 삼촌은 곧 사망하였으며, 삼촌에게서 받은 유산(遺産)으로 코펜하겐 근교에 있는 덴마크 공과 대학교(덴마크어: Danmarks Tekniske Universitet, 舊名 덴마크어: Den Polytekniske Læreanstalt)에 1856년에 입학하여 토목 공학 학위를 1860년에 취득하였다.

### 성년
돈이 모자랐던 페테르센은 1859년~1871년 동안 교사로 일했으며, 1862년에 코펜하겐 대학교에 입학하여 수학을 공부하였다. 같은 해 여름에 2년 연상의 키르스티네 베르텔센(덴마크어: Kirstine Bertelsen)과 결혼하여, 2남1녀를 두었다. 1866년에 코펜하겐 대학교에서 석사 학위를 취득하였으며, 1871년에 코펜하겐 대학교에서 박사 학위를 취득하였다.
이후 코펜하겐 대학교에서 연구원(독일어: Privatdozent)으로 있었으며, 1877년에 코펜하겐 대학교 교수로 승진하였다.
페테르센은 기하학 · 정수론 · 복소해석학 등 다방면에 관심을 가졌지만, 특히 그래프 이론에 크게 공헌하였으며, 1898년에 페테르센 그래프를 도입하였다.
페테르센은 스스로 매우 독창적인 사고 방식을 가졌다고 자부하였으며, 이러한 독창성을 보존하기 위하여 다른 사람들의 수학 논문을 읽는 것을 거부하였다. 이 때문에 페테르센의 여러 논문들은 이미 알려진 결과 등을 재발견하는 경우가 잦았다.

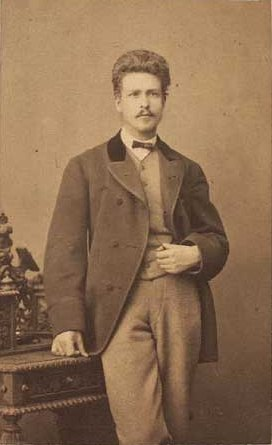
페테르센의 사진
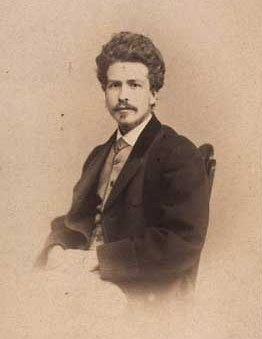
페테르센의 사진 (1895년 이전 촬영)
페테르센이 1898년에 발견한 페테르센 그래프

### 말년
1908년 봄에 뇌졸중을 겪은 뒤 계속해서 건강이 나빠졌으며, 이로 인하여 이듬해에 교수직을 사임하였다. 1910년에 코펜하겐에서 병사하였으며, 코펜하겐의 베스트레 공동 묘지(덴마크어: Vestre Kirkegård)에 매장되었다.

## 참고 문헌
- Lützen, Jesper; Sabidussi, Gert; Toft, Bjarne (1992년 5월 15일). “Julius Petersen 1839–1910: a biography”. 《Discrete Mathematics》 (영어) 100 (1–3): 9–82. doi:10.1016/0012-365X(92)90636-T.
- Mulder, Henry Martyn (1992년 5월 15일). “Julius Petersen’s theory of regular graphs”. 《Discrete Mathematics》 (영어) 100 (1–3): 157–175. doi:10.1016/0012-365X(92)90639-W.